# II Spadochronowe Mistrzostwa Śląska na celność lądowania Gliwice 1968
II Spadochronowe Mistrzostwa Śląska na celność lądowania Gliwice 1968 – odbyły się 29–30 września 1968. Gospodarzem Mistrzostw był Aeroklub Gliwicki, a organizatorem Sekcja Spadochronowa Aeroklubu Gliwickiego. Do dyspozycji skoczków był samolot An-2TD SP-ANE. Skoki wykonywano z wysokości 1000 m i opóźnieniem 5 sekund.

## Rozegrane kategorie
Zawody rozegrano w dwóch kategoriach spadochronowych:
- indywidualnie celność lądowania
- zespołowo celność lądowania.

Źródło: 

## Medaliści
Medalistów II Spadochronowych Mistrzostw Śląska na celność lądowania Gliwice 1968 podano za: Jan Isielenis, Archiwum Sekcji Spadochronowej Aeroklubu Gliwickiego, 1968. Brak numerów stron w książce
| Konkurencja                     | Złoto       | Srebro      | Brąz        |
| Indywidualnie celność lądowania | Brak danych | Brak danych | Brak danych |
| Zespołowo celność lądowania     | Brak danych | Gliwice I   | Brak danych |

## Uczestnicy Mistrzostw
Uczestników II Spadochronowych Mistrzostw Śląska na celność lądowania Gliwice 1968 podano za: Jan Isielenis, Archiwum Sekcji Spadochronowej Aeroklubu Gliwickiego, 1968. Brak numerów stron w książce
W Mistrzostwach wzięło udział 21 zawodników z Aeroklubów Śląskich  Polska. 
Uczestnikami byli: Irena Ślusarek, Jan Bober, Stanisław Sirko, Bogdan Piotrowicz, Marian Gdański, Leszek Gumul, Stanisław Figołuszka, Jan Strzałkowski, Jan Boryczka, Jan Palak, Elżbieta Laska, Bronisława Holińska, Edward Miler...

## Wyniki Mistrzostw
Wyniki II Spadochronowych Mistrzostw Śląska na celność lądowania Gliwice 1968 podano za: Jan Isielenis, Archiwum Sekcji Spadochronowej Aeroklubu Gliwickiego, 1968. Brak numerów stron w książce
- Klasyfikacja zespołowa (celność lądowania):
  - II miejsce – Gliwice I (Stanisław Sirko, Jan Bober, Andrzej Martyniak).

## Galeria

II Spadochronowe Mistrzostwa Śląska na celność lądowania Gliwice 1968
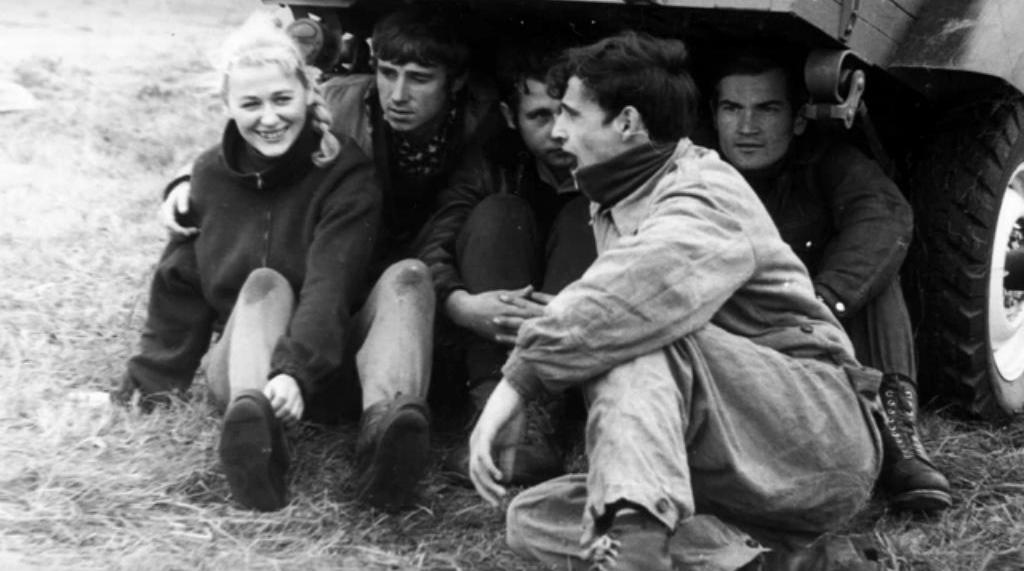
Zawodnicy przed rozpoczęciem Mistrzostw w oczekiwaniu na poprawę pogody. Od lewej: 2. Jan Palak, 3. Stanisław Sirko, 5. Edward Miler
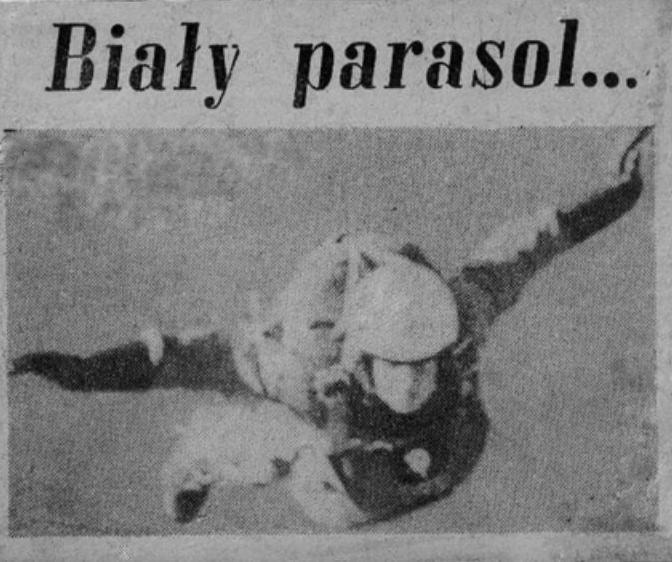
Jan Palak po oddzieleniu się od samolotu An-2
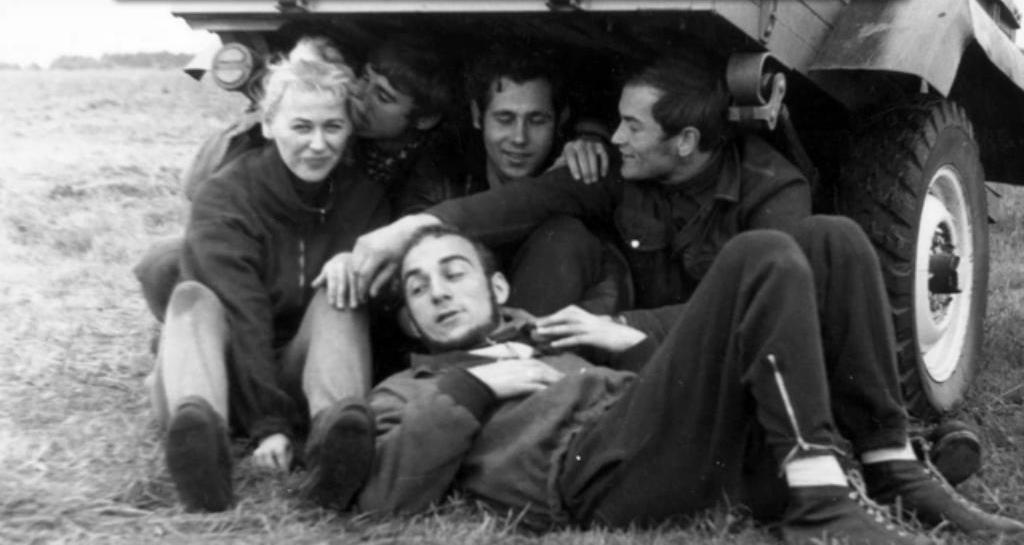
Zawodnicy przed rozpoczęciem Mistrzostw. Od lewej: 2. Jan Palak, 3. Stanisław Sirko, 4. Edward Miler